# Hans-Ulrich Werner (Polizeioffizier)
Hans-Ulrich Werner (* 19. September 1914 in Bromberg; † 5. Mai 1989, auch Ulrich Werner) war ein deutscher Polizeioffizier. Werner war von 1962 bis 1971 Kommandeur der Schutzpolizei in West-Berlin und als solcher 1967 an den Ereignissen um den Tod von Benno Ohnesorg beteiligt. Von der Studentenbewegung und der DDR-Propaganda wurde dies angesichts der Polizeikarriere Werners vor 1945 in den Kontext von NS-Kontinuitäten nach 1945 in der Bundesrepublik gesetzt.

## Leben
Werner trat 1936 in die Polizei ein und wurde 1938 zum Leutnant befördert. Werner war Mitglied der NSDAP und diente während des Zweiten Weltkrieges als Kompanieführer und dann als Stabsoffizier der Ordnungspolizei in der besetzten Sowjetunion und in Italien, vor allem in dem mit einem NS-Terminus als „Bandenbekämpfung“ qualifizierten Kampf gegen den bewaffneten Widerstand in diesen Ländern. 
Nach Kriegsende arbeitete er als Dozent an der Hochschule der Polizei in Münster-Hiltrup. Er war Mitherausgeber der polizeilichen Fachzeitschrift Die Polizei.
1962 wurde er zum Kommandeur der Schutzpolizei in West-Berlin ernannt. Im September 1962 verbreitete der Nationalrat der DDR in einer Broschüre erstmals Anschuldigungen, Werner sei als Kompanieführer im „Gendarmerie-Einsatzkommando Bürger“ 1943 in der Sowjetunion an Vernichtungsmaßnahmen und an der Verbrennung der Leichen von SS-Opfern beteiligt gewesen. Auch in Italien sei er mit derselben Einheit 1944 an Mordaktionen beteiligt gewesen, in einem Fall habe er in Verona sogar eigenhändig zwei „partisanenverdächtige“ Frauen erschossen. Mit Hinweis auf Werners NSDAP-Mitgliedschaft und systemkonforme Haltung sowie seine Tätigkeit im „Einsatzkommando Bürger“ wurde Werner zusammen mit 1.800 Wirtschaftsführern, Politikern und führenden Beamten der Bundesrepublik im 1965 erschienenen  Braunbuch der DDR aufgelistet.
Im Juni 1967 besuchte der Schah West-Berlin, dabei wurde Benno Ohnesorg erschossen, und es kam zu gewalttätigen Übergriffen der Polizei auf Demonstranten. Ende 1967 wurde Werner als möglicher Nachfolger für Duensing betrachtet, der im Sommer 1967 als Berliner Polizeipräsident zurückgetreten war. Werner kam für diesen Posten aufgrund seiner von der DDR-Presse aufgegriffenen NS-Vergangenheit jedoch nicht in Frage.
Ende Februar 1968 griff die anarchistische Zeitschrift Linkeck in ihrer ersten Ausgabe unter der Überschrift „SS Werner“ die in der DDR publizierten Vorwürfe gegen Werner auf und stellte sie in einen Zusammenhang mit dem Tod Ohnesorgs. Belegt wurde mit der Mitgliedsnummer Werners Mitgliedschaft in der NSDAP und verwiesen wurde auf seine mutmaßliche Teilnahme an Massenvernichtungen in der Sowjetunion im Raum Stalino.
Im Sommer 1968 wurde Hans-Ulrich Werner aufgrund einer Lebererkrankung zu einer Kur beurlaubt und am 30. Juni 1971 dann im Alter von 57 Jahren aus gesundheitlichen Gründen in den Ruhestand versetzt.